# Seznam divizij Nationale Volksarmee
Seznam divizij Nationale Volksarmee.

## Pehotne
- 8. pehotna divizija

## Mehanizirane
- 1. mehanizirana divizija
- 4. mehanizirana divizija

## Motorizirane
- 1. motorizirana strelska divizija
- 4. motorizirana strelska divizija
- 6. motorizirana strelska divizija
- 8. motorizirana strelska divizija
- 11. motorizirana strelska divizija